# 尤利安·鮑姆加特林格
尤利安·鮑姆加特林格（德語：Julian Baumgartlinger；1988年1月2日—）是一位奧地利足球運動員，場上司职中場，并代表奥地利国家队出战国际比赛。